# Honda Transalp
Le terme Transalp  désigne un modèle de moto à vocation trail, produit par la marque Honda de 1987 à 2012. Elle réapparut au catalogue (site web Honda France) de juin à décembre 2013 avant de disparaître en 2014 avec l'apparition de la NC750X. Le modèle réapparaît en 2023 avec un moteur bicylindre en ligne.
Cette moto est une machine très polyvalente pouvant être employée aussi bien sur les longs itinéraires routiers qu'en tout-chemin. Le succès de cette machine ne s'est jamais démenti depuis sa sortie ; elle véhicule auprès des motards une image de fiabilité, de longévité, de maniabilité et de polyvalence peu communes. Son rapport qualité prix sur le marché de l'occasion s'ajoute à la liste des avantages de la Transalp. 

## Modèles
Les modèles les plus courants sont :
- La XL400V
- Le XL600V à partir de 1987, frein à tambour à l'arrière
- Le XL600V à partir de 1991, frein à disque à l'arrière
- Le XL600V à partir de 1997, frein double disque à l'avant
- Le XL650V à partir de 2000 qui remplace le XL600V.
- Le XL700V à partir de 2007, et jusqu'en 2014, remplace le XL650V.
- Le XL750 à partir de 2023 avec un moteur bicylindre en ligne.

## 400 Transalp
La Transalp XL400V est une déclinaison de la Transalp XL600V dont elle ne diffère que par son moteur moins puissant.
Les raisons de l'apparition de ce modèle sont surtout fiscales : au Japon les modèles de cylindrée inférieure à 500 cm3 étant beaucoup moins taxés que les modèles de cylindrée plus importante, mais ceci est également vrai dans d'autres pays.
Cette version 400 cm3 sera produite tout d'abord au Japon puis la production sera délocalisée en Italie en 1997 avant d'être définitivement arrêtée.
Elle a été commercialisée dans plusieurs autres pays outre le Japon :
- Singapour
- Grèce
- Pays-Bas

## 600 Transalp
Les premiers prototypes apparaissent courant 1985, d'abord équipés de moteurs 500 cm3, puis ils adopteront rapidement le 600 cm3 en "V" que l'on connaît. D'abord très typée tout-terrain, la Transalp va acquérir un look moins typé et un carénage plus protecteur avant sa sortie définitive.

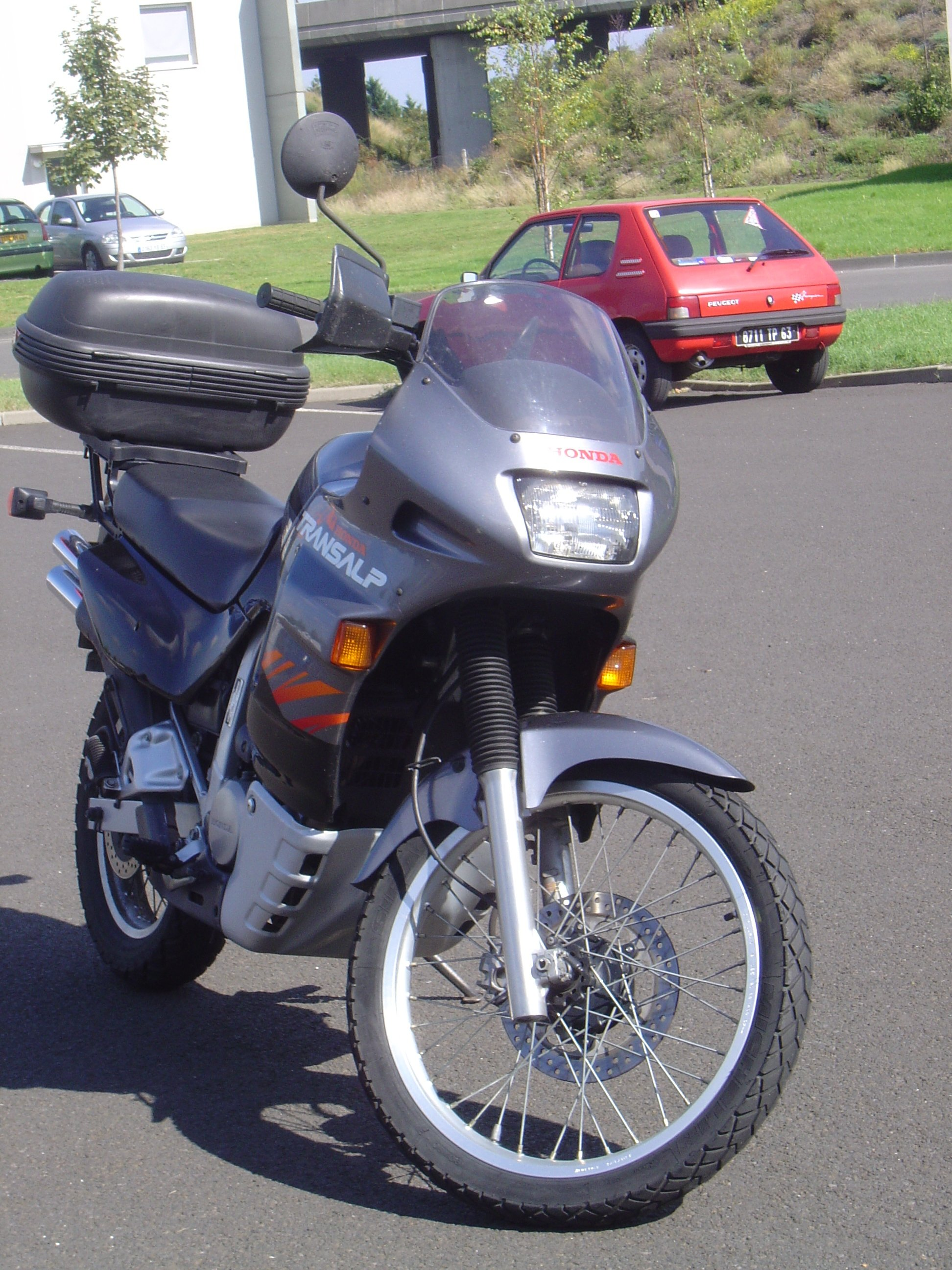
600 Transalp modèle 1996

Le moteur qui équipe la 600 Transalp est un bicylindre en V, ouvert à 52° et à refroidissement liquide. La première version développe 50 chevaux à 8 000 tr/min. Cette puissance augmente à 55 chevaux pour les millésimes 1989 et 1990 pour redescendre et se stabiliser à 50 chevaux.

Côté partie cycle, dès 1991, le frein arrière à tambour est remplacé par un frein à disque de 240 mm de diamètre, pincé par un étrier simple piston. Le frein avant est modifié en 1997. Un deuxième disque vient renforcer celui déjà présent, mais le diamètre tombe à 256 mm.
En 1994, l'esthétique est retravaillée pour coller un peu plus à l'air du temps. La Transalp adopte une nouvelle tête de fourche, ainsi qu'une nouvelle optique avant. Le dessin du carénage est revu.
En 1996, les carburateurs sont remplacés par des modèles de 34 mm de diamètre. L'allumage transistorisé est également retouché. Auparavant électronique à décharge de condensateur (CDI), il est désormais géré par un microprocesseur (TCI) et prend en compte l'ouverture du papillon des gaz.
En 1997, elle reçoit deux freins à disque à l'avant.
Au cours de sa carrière, la 600 Transalp a vu son poids grimper. Si les premiers modèles sont donnés pour 175 kg à sec, la dernière version affiche 196 kg.

## 650 Transalp

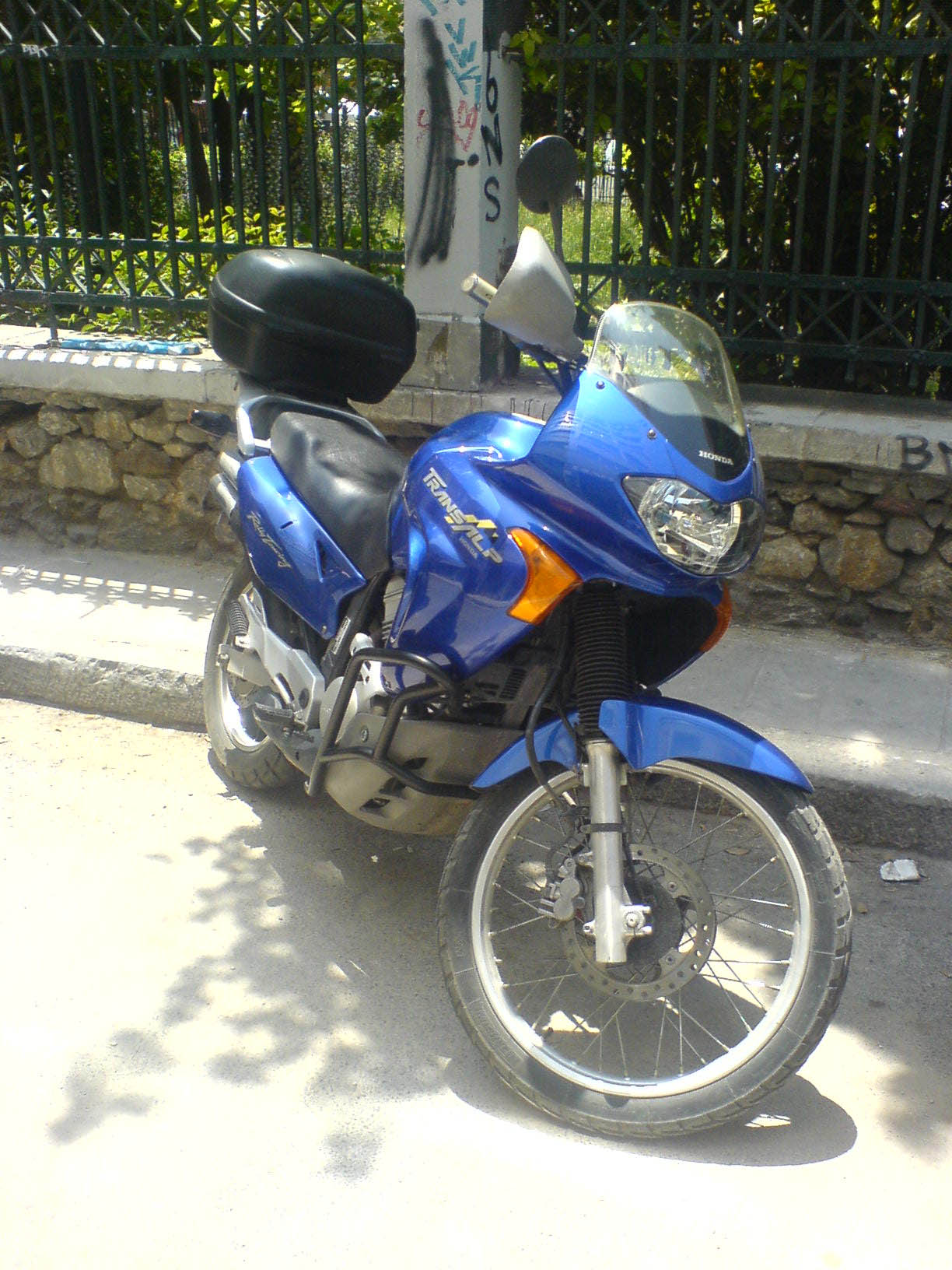
650 Transalp modèle 2001

En 2000, la "Transalp" a subi une importante cure de rajeunissement : le nouveau modèle XL650V remplace désormais le vénérable XL600V.

Parmi une foule de nouveautés, on note :

- Le moteur qui est repris des NTV Revere puis Deauville ; il profite d'une augmentation de 4 mm de l'alésage pour offrir 64 cm3 supplémentaires et 55 chevaux à 7 500 tr/min. Le couple est, lui aussi, en progression, avec une valeur de 5,7 mkg à 5 500 tr/min
- L'amortissement avant est modifié, la course de l'amortisseur arrière Pro Link adopte un débattement plus « routier » de 174 mm
- Nouvel échappement,
- Nouveau dessin du carénage,
- Cadre plus rigide,
- Nouveau tableau de bord plus moderne,
- Le réservoir gagne 1 litre supplémentaire,
- Le poids diminue de 4 kg[2]...

De petites évolutions ont été apportées en 2005 et 2006

## 700 Transalp

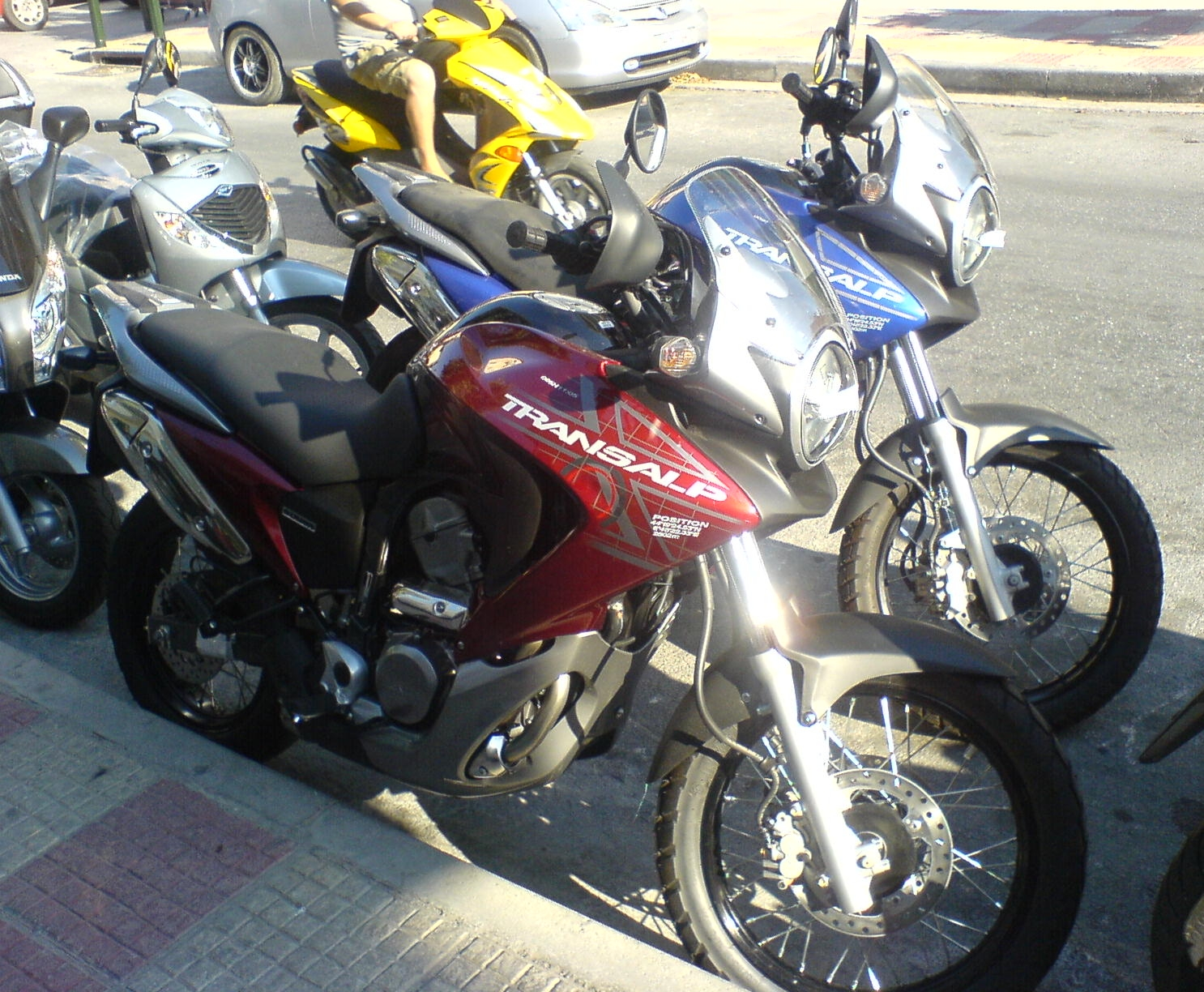
La 700 Transalp

Une nouvelle évolution a été présentée au Salon du deux-roues 2007 de Paris, sous l'appellation XLV 700 Transalp. Ce modèle commercialisé à partir de novembre 2007 comporte de multiples améliorations et modifications : 
- Nouveau moteur V52 de 680 cm3, issu de la Deauville, répondant aux normes anti-pollution Euro 3
- Cadre simple berceau dédoublé en tube d’acier,
- Nouveau tableau de bord,
- La roue avant passe de 21 à 19 pouces,
- Échappement catalytique,
- Optique double superposé,
- Nouvel habillage représentant une carte sur laquelle figurent les coordonnées GPS de la route du col de la Bonette, plus haute route d'Europe[3],

La Transalp gagne en plus, parmi de nombreuses autres options, le système de freinage ABS, combiné au système CBS et non pas Dual CBS car actif seulement avec la pédale de frein arrière.   
Même si la vocation trail reste présente, cette version 2008 est renforcée dans son utilisation purement routière en particulier avec des pneus plus larges (110 mm à l'avant et 130 mm à l'arrière), une hauteur de selle plus basse et un débattement de la fourche avant moins important (177 mm) que sur les anciens modèles.
Ce modèle est vendu 6 990 €, ou 7 450 € en version ABS.

## 750 Transalp
Une nouvelle Transalp avec un bicylindre en ligne réapparaît en 2023. Le moteur de 755 cm3 développant 91 chevaux est commun à la CB750 Hornet.